# Josef Zuth
Josef Zuth   (Karlovy Vary i Rybáře, 24 de novembre de 1879 - Viena, 30 d'agost de 1932) va ser un professor, periodista i investigador de música austríac.

## Vida i treball
Després que Zuth hagués assistit a escoles de música a Karlsbad i Leitmeritz amb J. Krempl (1908) i amb R. Batka (1910), va estudiar guitarra i llaüt a l'Acadèmia de Música de Viena, a la Universitat de Música i Arts Escèniques de Viena actual. Zuth va estudiar a la Universitat de Viena amb Adolf Koczirz i G. Adler (1870-1941). Allà va obtenir el seu doctorat en filosofia el 1919 amb una dissertació sobre Simon Molitor.
De 1902 a 1925 Zuth va treballar com a funcionari ferroviari estatal, ensenyant guitarra a l'Urània de Viena des de 1919. Des del 1925 va exercir la docència a l'Institut Pedagògic. Des de 1920 fou crític musical en els diaris quotidians, inclòs el "Reichspost".
La revista fundada per Zuth el 1921 fou influent i tenia diferents noms: revista del grup de treball per a la cura i promoció de la guitarra, de 1922 revista per a la guitarra, de 1927 música de la casa. El 1924 va començar la revista "Die Mandolin".

## Obres
- La meva guitarra. Viena, 1914
- El joc de guitarra artística. Leipzig, 1915
- La guitarra. Estudis especials sobre una base teòrica. Viena, 1920-25
- Escola de guitarra popular. Carlsbad, 1921/22
- Manual del llaüt i la guitarra. Viena, 1926–1928 (vista prèvia limitada a la cerca de llibres de Google)